# Марла Гиббс
Марла Гиббс (англ. Marla Gibbs, наст. имя Маргарет Тереза Брэдли (англ. Margaret Theresa Bradley); род. 14 июня 1931, Чикаго, Иллинойс) — американская актриса, певица, сценарист и телевизионный продюсер, пятикратный номинант на премию «Эмми». Гиббс известна благодаря ролям в длительных афро-ситкомах «Джефферсоны» (1975—1985) и «227» (1985—1990).

## Жизнь и карьера
Маргарет Тереза Брэдли родилась в Чикаго, штат Иллинойс и в начале карьеры работала в театре, а также выступала в качестве певицы в джазовых клубах. Карьеру на экране Марла Гиббс начала лишь в семидесятых, уже после своего сорокалетия, когда развелась с мужем от которого у неё трое детей.
Взяв псевдоним Марла Гиббс, она начала играть небольшие роли в фильмах, а в 1975 году получила роль Флоренс Джонстон, острой на язык горничной главных героев в ситкоме канала NBC «Джефферсоны». Хотя изначально Гиббс должна была появиться лишь в нескольких эпизодах шоу, вскоре она была повышена до основного состава и сыграла во всех одиннадцати сезонах. Эта роль принесла ей пять номинаций на премию «Эмми» за лучшую женскую роль второго плана в комедийном телесериале и одну на «Золотой глобус» за лучшую женскую роль второго плана — мини-сериал, телесериал или телефильм, а также несколько других наград.
В 1985 году, сразу после завершения шоу «Джефферсоны», Марла Гиббс была приглашена на главную роль в ситкоме NBC «227», к которому написала сценарий и выступила в качестве сопродюсера. Шоу, в котором почти все актёры были афроамериканцами, оказалось весьма успешным в рейтингах и просуществовало пять сезонов, вплоть до 1990 года, а в последующие десятилетия выходило в повторах на ряде каналов. В последующие годы она работала менее активно, иногда играя роли матерей или бабушек в кинофильмах, а на телевидении в основном была заметна благодаря гостевым ролям в сериалах «Прикосновение ангела», «Справедливая Эми», «Скорая помощь», «Саутленд» и «Детектив Раш». В 2015 году она появилась с камео-ролью в сериале Шонды Раймс «Скандал».
С 1981 по 1999 год Гиббс принадлежал названный в её честь джазовый клуб на юге Лос-Анджелеса.